# Айвазов, Леон Агасиевич
Леон Агасиевич Айвазов — советский хозяйственный, государственный и политический деятель.

## Биография
Родился в 1913 году в Карсе. Член КПСС. Армянин.
С 1933 года — на хозяйственной, общественной и политической работе. В 1933—1986 гг. — комсомольский работник, первый секретарь Ростовского горкома ВЛКСМ, репрессирован, заключённый Норильлага, освобожден, счетовод, начальник финансового отдела, заместитель начальника Норильского металлургического комбината по экономике, ответработник, заместитель начальника Контрольно-ревизионного управления Министерства финансов СССР, заместитель председателя Государственного комитета по ценам СССР.
Умер в Москве в 1999 году.